# Lynn Okamoto
Lynn Okamoto ganhou projeção com o mangá Elfen Lied, que foi seu primeiro trabalho lançado oficialmente. O mangá de Elfen Lied foi lançado em Junho de 2002 e foi encerrado em Novembro de 2005 com 107 capítulos e 12 volumes lançados. Foi serializado pela revista Weekly Young Jump, da editora Shueisha. Dois anos depois em 25 de Julho de 2004 o mangá ganha sua versão animada pelo estúdio ARMS (Genshiken, Ikkitousen, Queen's Blade, Hyakka Ryouran: Samurai Girls) juntamente com os estúdios Vap (Death Note, Monster, Tenchi Muyo!, Ouran, Chaos Head, Nana, Claymore, Rainbow) e GENCO (Ookami-san, Nodame Cantabile, Ikkitousen, Queen's Balde, Toradora, Mnemosyne, Genshiken,Honey and Clover). O anime foi transmitido pelo canal AT-X, um canal japonês por assinatura, famoso por transmitir animes sem censura. Foram no total 13 episódios e um ova que cobriram metade do mangá. O anime fez um enorme sucesso dentro e fora do Japão, alavancando as vendas do mangá e tornando Lynn Okamoto mundialmente famoso. E mesmo que poucos ou praticamente ninguém soubesse nada sobre ele, seu nome e sua obra se espalhou rapidamente pela rede mundial de computadores, ganhando vários admiradores e também detratores.
Em abril de 2014 lançou um novo anime chamado Gokukoku no Brynhildr com apenas 13 episódios. 
Em 2017 começou a publicar o mangá Parallel Paradise. 